# Николич, Александр
Александр (Аца) Николич (серб. Александар Николић; 28 октября 1924, Сараево, Королевство сербов, хорватов и словенцев — 12 марта 2000) — югославский баскетболист и баскетбольный тренер, член Зала славы баскетбола (с 1998 года) и Зала славы ФИБА (с 2007 года), член списка 50 человек, внёсших наибольший вклад в развитие Евролиги. В качестве игрока — трёхкратный чемпион Югославии. Как тренер сборной СФРЮ — чемпион мира 1978 года и чемпион Европы 1977 года, призёр чемпионатов мира и Европы в 1961—1965 годах. На клубном уровне трёхкратный обладатель Кубка европейских чемпионов и двукратный обладатель Межконтинентального кубка с «Иньисом» (Варезе), обладатель Кубка обладателей кубков с «Црвеной звездой», чемпион и обладатель Кубков Югославии и Италии.

## Биография
Александр Николич родился в 1924 году в Сараеве в семье зажиточного предпринимателя. Когда Александр был ещё ребёнком, Николичи перебрались в Белград. Там в годы немецкой оккупации Аца (распространённая в Югославии уменьшительная форма имени Александр) начал играть в баскетбол, с 1945 года выступая за белградский «Партизан», а в 1946 году появившись в первом послевоенном составе сборной Югославии (всего он провёл за сборную 10 игр на позиции разыгрывающего защитника).
До 1946 года Николич изучал медицину в Белградском университете, но затем сосредоточился на баскетболе. В 1947—1949 годах он трижды становился чемпионом Югославии, однако достаточно рано заинтересовался тренерской работой. После чемпионата Европы 1953 года Николич был назначен тренером сборной. Дебютным для него турниром в этом качестве стал чемпионат мира в Бразилии в следующем году, и он оставался на этом посту до 1966 года. Именно с ним югославская сборная завоевала первые медали в своей истории — серебро чемпионата Европы 1961 года и бронза два года спустя, а также закончила на шестом месте олимпийский турнир 1960 года. В 1963 году югославы стали вице-чемпионами мира (после побед над командами СССР и США), а через год снова заняли второе место на чемпионате Европы. Параллельно, тренируя клуб «ОКК Белград», Николич завоевал с ним Кубок Югославии в 1962 году и чемпионское звание год спустя.
В 1963 году югославская баскетбольная федерация направила Николича в США на полугодичную стажировку. Изучив «другой баскетбол», Николич постепенно начал внедрять его идеи у себя на родине. В 1965 году, расставшись со сборной, он занял пост тренера итальянского клуба «Петрарка» из Падуи. Команда со скромным бюджетом под его руководством и при помощи американского легионера Дага Мо на равных боролась с двумя лидерами итальянского баскетбола — «Иньисом» (Варезе) и «Сименталем» (Милан) — и в итоге заняла третье место в национальном чемпионате с балансом побед и поражений 16:6 (в том числе 10:1 на домашней площадке). Второй сезон с «Петраркой» был менее удачен — 10 место, но в 1969 году место тренера Николичу предложил уже клуб из Варезе, намеревавшийся, имея в составе Дино Менегина и Маноло Рагу, бороться за Кубке европейских чемпионов. Команда выиграла итальянскую лигу с балансом 20:2, а в Кубке чемпионов нанесла в полуфинале поражение мадридскому «Реалу» (выиграв и дома, и в гостях), а в финале — московскому ЦСКА, победив в третьей, решающей встрече.
За следующие три сезона «Иньис» под руководством Николича ещё по два раза выиграл чемпионат и Кубок Италии, а также Кубок европейских чемпионов (после побед над «Югопластикой» в 1972 и над ЦСКА в 1973 году). На счету итальянской команды было также две победы в Межконтинентальном кубке — в 1970 и 1973 годах.
Сезон 1973/1974 Николич провёл на родине, с «Црвеной звездой», и привёл югославский клуб к победе в Кубке обладателей кубков, обыграв в финале «Спартак» (Брно). После двух лет в качестве тренера болонского «Фортитудо» он вернулся в сборную Югославии. В 1977 и 1978 годах Николич привёл национальную команду к двум золотым медалям — чемпионата Европы 1977 года и чемпионата мира 1978 года, оба раза после побед в финале над сборной СССР под руководством Александра Гомельского. Финал чемпионата мира в Маниле югославы выиграли на одно очко после дополнительного времени.
После этого, ко всеобщему удивлению, Николич ушёл из сборной в «Борац» (Чачак) — клуб с богатыми традициями, на тот момент не обладавший, однако, составом, который соответствовал бы тренерскому уровню Николича. Он вывел эту команду в Кубок Корача, а также успел поработать в ней с молодым защитником Желько Обрадовичем. После этого до середины 1980-х годов Николич тренировал в Италии, а во второй половине десятилетия и начале 1990-х выступал консультантом тренерского штаба сначала в Милане (с Богданом Таневичем), затем в «Югопластике» (с Божидаром Мальковичем) и, наконец, в белградском «Партизане» (в дебютный сезон Обрадовича в качестве тренера в 1991/1992 годах). За годы его работы консультантом «Югопластика» и «Партизан» четыре года подряд завоевали Кубок европейских чемпионов.
Александр Николич умер в марте 2000 года. Он похоронен на Аллее почётных граждан в Белграде.

## Тренерская доктрина и приёмы
Николича, прозванного «Профессором», обычно оценивают как отца югославской баскетбольной школы. Он не только привёл сборную СФРЮ к её первым наградам на первенствах континента и мира, но и на регулярной основе консультировал других тренеров, как в вопросах игровой тактики, так и в теме развития молодых талантов. Многие сербские тренеры следующего поколения были воспитанниками семинаров Николича.
Как тренер, Николич был убеждён в ключевой роли защиты («побеждает не та команда, которая наберёт больше очков, а та, которая пропустит меньше») и выступал против ранней или излишней специализации игроков. Он также смело использовал молодых игроков в матчах с небольшой разницей в очках, так как полагал, что в этой ситуации их потенциал раскрывается лучше, чем при большом отрыве. Со стажировки в США в 1960-е годы он привёз приёмы, в дальнейшем внедрявшиеся им в игру своих команд, в том числе зонный прессинг и более активное использование всего тела. Характерными приёмами из его тренерского арсенала, которым пытались подражать коллеги, были слаженная командная игра с комбинациями, в которых участвовали все пять игроков на площадке, быстрые прорывы по флангу, защита «глаза-рука-грудь». Тренировки в командах Николича были изматывающими, он резко критиковал своих игроков и деланно выражал сомнения в их способностях («Когда я прекращу исправлять твои ошибки, это будет значить, что я в тебя больше не верю»). Американец Боб Морс, игравший у Николича в «Иньисе», вспоминал его «фундаментальный подход» к вопросам защиты, отработку взаимных подстраховок и быстрых возвратов в оборону, а также разборы сильных и слабых сторон игроков противника, которым тренер уделял больше часа в субботу перед игрой.

## Награды и звания
Командные
Список званий приводится по сайту Зала славы ФИБА
- Чемпион мира 1978 года со сборной СФРЮ
  - Вице-чемпион мира 1963 года со сборной СФРЮ
- Чемпион Европы 1977 года со сборной СФРЮ
  - Вице-чемпион Европы 1961 и 1965 годов со сборной СФРЮ
  - Бронзовый призёр чемпионата Европы 1963 года со сборной СФРЮ
- Трёхкратный обладатель Кубка европейских чемпионов (1970, 1972, 1973) с «Иньисом» (Варезе)
- Двукратный обладатель Межконтинентального кубка (1970, 1973) с «Иньисом»
- Обладатель Кубка обладателей кубков (1974) с «Црвеной звездой»
- Трёхкратный чемпион Италии (1970, 1972, 1973) и трёхкратный обладатель Кубка Италии (1970, 1971, 1973)
- Чемпион Югославии (1963) и обладатель Кубка Югославии (1962)

Личные
- Тренер года в Европе (1966, 1976)[6]
- Орден ФИБА «За заслуги» (1995)[4]
- Член Зала славы баскетбола (1998)[6] и Зала славы ФИБА (2007)[4]
- Включён в список 50 человек, внёсших наибольший вклад в развитие Евролиги (2008)[7]
- В 2016 году в честь Александра Николича переименован дворец спорта «Пионир»[8].